# Anupam Tripathi
Anupam Tripathi (Hindi अनुपम त्रिपाठी; * 2. November 1988 in Neu-Delhi) ist ein indischer Schauspieler, der in Südkorea lebt. Er hat in vielen südkoreanischen Fernsehserien und Filmen mitgewirkt. Seine erste Hauptrolle als Ali Abdul in der südkoreanischen Survival-Drama-Serie Squid Game von Netflix brachte ihm weltweite Anerkennung ein.

## Leben
Tripathi wurde am 2. November 1988 in Neu-Delhi in eine Mittelklasse-Familie geboren. Nach seiner Rolle als ein Sklave in einer Bühnenproduktion von Spartacus begann er sich für die Schauspielerei zu interessieren. Von 2006 bis 2010 war er ein Teil der Theatergruppe Behroop vom Bühnenautor Shahid Anwar.
In 2006 begann Tripathi seine Ausbildung in Gesang und Schauspiel. Sein ursprüngliches Ziel war es, die National School of Drama in Neu-Delhi zu besuchen, zog aber 2010 nach Südkorea, um die Korea National University of Arts mit dem Arts-Major-Asian-Stipendium zu besuchen. Er hatte anfängliche Schwierigkeiten, sich an die kulturellen und sprachlichen Unterschiede anzupassen, lernte aber in weniger als zwei Jahren fließend Koreanisch.
Neben seiner Muttersprache Hindi spricht er Englisch und Koreanisch. Sein Vater starb 2017.